# The Death of Slim Shady (Coup de Grâce)
The Death of Slim Shady (Coup de Grâce) – dwunasty album studyjny amerykańskiego rapera Eminema. Został wydany 12 lipca 2024 roku nakładem wytwórni Aftermath Entertainment, Interscope Records i Shady Records.
Album jest pierwszym od ponad czterech lat, kiedy to w styczniu 2020 roku został wydany album Music to Be Murdered By, nie licząc jego wersji deluxe wydanej w grudniu.
Aspektami muzycznymi zajął się między innymi Eminem, jego poprzedni współpracownicy tacy jak Dr. Dre, Luis Resto, Mr. Porter, Dem Jointz, Fredwreck, DJ Premier, D.A. Got That Dope oraz wielu innych. Na albumie ponadto udzielili się gościnnie White Gold, Sly Pyper, Bizarre, JID, Dem Jointz, Ez Mil, Skylar Grey, Big Sean, BabyTron oraz Jelly Roll.
Zwrot „Coup de Grâce” z języka francuskiego oznacza dosłownie „cios łaski”, dobicie rannego przeciwnika. W kontekście albumu ma oznaczać śmiertelny cios, jaki Eminem zadaje swojemu alter ego jakim jest Slim Shady i ostateczne zerwanie z tą postacią.
Album zadebiutował na pierwszym miejscu list przebojów w szesnastu krajach, w tym w rodzimych Stanach Zjednoczonych po raz jedenasty, zrównując się w liczbie pierwszych miejsc z Barbrą Streisand, Kanye Westem i Brucem Springsteenem, będąc w całym zestawieniu pierwszych miejsc na piątym miejscu ogólnie. 
The Death of Slim Shady (Coup de Grâce) był wspierany przez cztery single - „Houdini” wydanym 31 maja z teledyskiem, „Tobey” wydanym 2 lipca również z teledyskiem, „Somebody Save Me” wydanym 19 lipca cyfrowo, a później, 21 sierpnia również z teledyskiem oraz remix utworu „Fuel”, który został wydany w edycji rozszerzonej, choć jego wydanie jaki singel promocyjny miało miejsce 7 lutego 2025. Album uzyskał mieszane recenzje, gdzie chwalona była technika i umiejętności rapowania, ale z falą krytyki spotkała się tematyka tekstów poruszona na przestrzeni całego albumu. 
Album był nominowany do nagrody Grammy w kategorii Best Rap Album, ale przegrał z albumem Doechii Aligator Bites Never Heal co było jego drugą porażką w tej kategorii, kiedy to jego album Encore przegrał w 2006 roku z albumem Late Registration Kanye Westa. Ponadto było to jego ósma nominacja w tej kategorii ogółem. Utwór „Houdini” był nominowany w kategorii Best Rap Performance, ale przegrał z utworem „Not Like Us” Kendricka Lamara. 

## Tło
Poprzedni, jedenasty album studyjny rapera Music to Be Murdered By, został wydany w styczniu 2020 roku bez zapowiedzi a w grudniu tego samego roku jego wersja deluxe Music to Be Murdered By - Side B. 5 grudnia 2022 roku została wydana kompilacja nagrań z lat 2007-2022 zatytułowana Curtain Call 2, będąca kontynuacją kompilacji z lat 1997-2005 zatytułowaną Curtain Call: The Hits. 
1 stycznia 2023 roku wytwórnia rapera, Shady Records ogłosiła ten rok jako ważny rok dla Eminema a właściwie dla jego alter ego – Slim Shady'ego, jednak odnośnie wydania nowego albumu, utworu czy większej współpracy związanej z tą postacią, nic w tym roku się nie wydarzyło. Raper jedynie pojawiał się jako Eminem gościnnie w utworze „Realest” rapera Ez Mila, który w tym samym roku dołączył do jego wytwórni, ponadto 3 listopada raper wydał wersję deluxe albumu The Marshall Mathers LP 2 z okazji jego dziesięciolecia. 
W styczniu 2024 DJ Whoo Kid dla stacji radiowej rapera Shady 45 wyjawił, że Eminem „nad czymś pracuje” obalając również teorię jakoby Eminem i 50 Cent pracowali nad wspólnym albumem, który niedługo miałby się ukazać. 19 marca, Dr. Dre podczas wywiadu w programie Jimmy Kimmel Live! ujawnił, że Eminem pracuje nad nowym albumem, który ma się ukazać w 2024 roku. Nieco ponad miesiąc po tym ogłoszeniu, 26 kwietnia podczas draftu NFL w rodzinnym mieście Eminema, czyli Detroit, raper opublikował krótki film w stylu programu Unsolved Mysteries stawiając pytanie „who killed Slim Shady?” w odniesieniu do jego alter ego. W filmie detektyw wymienia konflikty i raperów, których zaczepiał Slim Shady wraz z komentarzem 50 Centa. Ponadto w filmie występują odniesienia do utworów Eminema, w których występuje jako swoje alter ego - „My Name Is”, „The Real Slim Shady” oraz „Without Me”. Pod koniec filmu widoczna jest data, która ma sugerować okres, w którym pojawi się album – lato 2024. 
10 maja długoletni współpracownik rapera – Luis Resto wyjawił, że album ma być powrotem do znanych, ciężkich brzmień rapera z dawnych lat. Dodał, że album znajduje się w produkcji od roku 2021 i opowie o powstaniu i upadku Slim Shady'ego oraz powróci do początków kariery rapera.
9 lipca została wypuszczona oficjalna okładka albumu. 
11 lipca raper za pośrednictwem Twittera poinformował, że album jest „koncepcyjny” i dla większych wrażeń i zachowania sensu w przekazie, utworów należy słuchać po kolei. 

### Edycja rozszerzona
10 września raper wypuścił krótki film zapowiadający wersję rozszerzoną albumu, zatytułowaną „Expanded Mourner’s Edition”. W klipie Eminem znajduje się w sklepie spożywczym, w którym podchodzi do działu z napojami skąd z lodówki wyjmuje karton mleka, który opuszcza na podłogę po czym wychodzi ze sklepu. Zdenerwowany sprzedawca, którego odgrywa producent The Alchemist, krzyczy, aby raper już nie wracał. Z kartonu wycieka mleko, a na jednej ze ścianek kartonu znajduje się Slim Shady oraz informacja o jego zaginięciu, takie samo zdjęcie znalazło się wcześniej na zapowiedzi w postaci nekrologu w gazecie Detroit Free Press. „Expanded Mourner’s Edition” zostało wydane 13 września i zawiera jeden skit, remix utworu „Fuel” zatytułowany „Fuel (Shady Edition)” bez udziału JID ale z gościnnym występem innych dwóch raperów - Westside Boogie'ego i Gripa (obydwaj są częścią wytwórni Eminema - Shady Records) oraz zmienioną zwrotką Eminema, utwór „Like My Shit” oraz utwór „Kyrie & Luka” z gościnnym udziałem 2 Chainza.

## Promocja
13 maja w lokalnej gazecie Detroit Free Press pojawił się fałszywy nekrolog informujący o śmierci alter ego jako część promocji albumu. Eminem jako Slim Shady jest ubrany w maskę hokejową i szelki a napis pod zdjęciem informuje, że sposób, w jaki powstał Slim Shady i co pomogło tej „osobie” wejść na sam szczyt, doprowadziło ostatecznie do jej upadku oraz że jej dziedzictwo nie pomaga w odpowiedzi, dlaczego w ten konkretny sposób opuściła świat.
21 maja na swoich mediach społecznościowych raper opublikował nagranie z komunikatora iMessage i wiadomością zaadresowaną do wszystkich „...and for my last trick!”, zmieniając swoje zdjęcie profilowe na królika w kapeluszu. Wiadomość została wysłana w piątek 31 maja o godzinie dwunastej, co według teorii miało oznaczać datę wydania albumu a samą wiadomość informującą, iż jest to „ostatnia sztuczka” rapera, wielu fanów odebrało jako ostatni album, który Eminem zamierza wydać oraz jego możliwe odejście na emeryturę. Dokładnie tydzień później raper dodał krótki film, na którym rozmawia z komikiem i iluzjonistą Davidem Blaine'm i prosi go pomoc w wykonaniu kilku sztuczek iluzjonistycznych, dodając, że jest najbardziej kompetentną osobą, która może to zrobić. Komik prosi rapera o chwilę cierpliwości, po czym wchodzi do restauracji, wypija kieliszek wina, po czym zaczyna ten kieliszek jeść. W międzyczasie raper odnosi się do swojego poprzedniego nagrania, mówiąc, że jego ostatnią sztuczką będzie sprawienie, że jego kariera „zniknie”. Na końcu pojawia się zapowiedź singla zatytułowanego „Houdini” promującego album, który ukazał się 31 maja, kilka godzin później raper wypuścił oficjalną okładkę do utworu.
Singel „Houdini” został wydany 31 maja wraz z teledyskiem. Utwór zawiera wiele odniesień do poprzednich kompozycji rapera, zwłaszcza do utworu „Without Me”, na którym mocno bazowany jest teledysk. „Houdini” został przyjęty umiarkowanie przez krytyków, którzy chwalili nietypowe podejście do rymów i teledysk nawiązujący do starych czasów, ale krytykowali zbyt wiele odniesień do kultury woke i męczące przytyki w kierunku tego ruchu. W ciągu kolejnych dni raper udostępnił krótki film i kilka zdjęć z planu kręcenia teledysku. „Houdini” okazał się sukcesem komercyjnym, zdobywając pierwsze miejsce list przebojów w dwunastu krajach. 
Dokładnie miesiąc po ogłoszeniu utworu „Houdini”, 28 czerwca raper zapowiedział kolejny singel promujący album zatytułowany „Tobey”, którego nazwa odnosi się do aktora grającego Spidermana - Tobey'ego Maguire'a. Czarno-biała zapowiedź przedstawia Eminema na pierwszym planie w masce hokejowej z piłą łańcuchową, podczas gdy z tyłu towarzyszą mu raperzy, którzy wystąpią gościnnie w utworze - Big Sean oraz BabyTron. Utwór został wydany 2 lipca, a 5 lipca miał zostać wydany teledysk w reżyserii Cole'a Bennetta, z którym raper współpracował już wcześniej, jednak teledysk nie został zmontowany na czas i wyznaczono nową datę - 8 lipca. W ramach przeprosin, raper udostępnił krótki urywek teledysku wraz z nową zapowiedzią. Utwór spotkał się z lepszym przyjęciem niż w przypadku pierwszego singla gdzie chwalono lirykę i dobór gości, jednak krytykowano prosty i nużący podkład muzyczny. 
Na początku lipca raper wypuścił kilka kolejnych zapowiedzi albumu z podobną tematyką. W dniu wydania singla „Tobey”, 2 lipca raper udostępnił pierwszą zapowiedź przedstawiającą narodziny chłopca, który chwilę po narodzinach przemienia się w demona, co jest nawiązaniem do utworu i teledysku „Houdini”. 10 lipca wydano drugą zapowiedź z podtytułem „Graveyard Album Trailer” na której raper pluje na grób swojego alter ego a po odejściu od nagrobka, z ziemi wydobywa się ręka Slim Shady'ego. Następnego dnia wydano trzecią zapowiedź nazwaną „Basement Trailer” w której to przywiązany do krzesła i zakneblowany Slim Shady siedzi w piwnicy i jest zmuszony oglądać telewizję. 
19 lipca utwór „Somebody Save Me” został wydany cyfrowo jako trzeci singel promujący album a 21 sierpnia został wydany do niego teledysk w reżyserii Emila Navy.  
3 października miała miejsce premiera teledysku do utworu „Temporary”, który ukazuje różne momenty z życia córki Eminema - Hailie. Są to między innymi archiwalne nagrania i zdjęcia z czasów jej dzieciństwa jak i film nagrany na jej ślubie gdzie raper odprowadza swoją córkę pod ołtarz oraz z nią tańczy. Ponadto w końcowej części teledysku Hailie ujawnia swoją ciążę zaskoczonemu i zszokowanemu ojcu oraz wręcza mu koszulkę zespołu Detroit Lions (którego ten jest fanem) z numerem 1 i słowem „Grandpa” (Dziadek). Eminem również przyznał, że była to dla niego najtrudniejsza piosenka do napisania w jego życiu.  
11 listopada pojawiła się możliwość składania zamówień na płytę winylową z utworem „Fuel” a tydzień później został wydany animowany teledysk do tegoż utwory stylizowany na grę z kategorii bijatyk z grafiką w stylu pixel art gdzie JID jest ukazany jako gracz grający na automacie z grami a Eminem jako postać pod wieloma wcieleniami walcząca z przeciwnikami. Wersja zremiksowana z Westside Boogie i Gripem została wydana 7 lutego jako czwarty singel.  

## Odbiór

### Krytyczny
Album uzyskał mieszane recenzje, zarówno bardzo pozytywne jak i skrajnie negatywne. W serwisie Metacritic album uzyskał średnią notę 46 na 100 punktów na podstawie szesnastu recenzji, co jest najniższym wynikiem spośród wszystkich albumów Eminema w tym serwisie. 

### Komercyjny
The Death of Slim Shady (Coup de Grâce) zadebiutował na pierwszym miejscu listy Billboard 200 sprzedając 281 000 kopi w pierwszym tygodniu, wliczając w to pobrania i serwisy strumieniowe i został najszybciej sprzedającym się albumem hip-hopowym w 2024 roku w Stanach Zjednoczonych wyprzedzając album We Don't Trust You stanowiący kolaborację Metro Boomina i Future'a, którzy sprzedali 251 000 kopi w pierwszym tygodniu. Wynik ten pobił Travis Scott, którego to reedycja mixtape'u Days Before Rodeo z 2014 roku, mająca miejsce 23 sierpnia osiągnęła sprzedaż 361 000 kopi w pierwszym tygodniu. Ponadto The Death of Slim Shady (Coup de Grâce) zdetronizował album The Tortured Poets Department piosenkarki Taylor Swift, który utrzymywał się na pierwszym miejscu przez dwanaście tygodni z rzędu począwszy od 4 maja. Oprócz rodzimych Stanów Zjednoczonych, album uplasował się na pierwszym miejscu w Australii, Austrii, Belgii, Czechach, Finlandii, Holandii, Irlandii, Kanadzie, Norwegii, Nowej Zelandii, na Słowacji, Szwajcarii, Szwecji, Wielkiej Brytanii oraz na Węgrzech, w Polsce zadebiutował na miejscu piętnastym. W Wielkiej Brytanii sprzedał 45 000 kopi i również był jego jedenastym albumem na szczycie listy w tym kraju pozostając tam przez kolejne dwa tygodnie. 
Po wydaniu „Expanded Mourner’s Edition” album wrócił z 42 na 7 miejsce Billboard 200 a 9 listopada na 6 miejsce z 44 miejsca ze wzrostem 193% z powodu pojawienia się fizycznych kopii albumu na płytach winylowych i kasetach. 

## Lista utworów
| Nr  | Tytuł utworu                               | Tekst | Producent                                                                    | Długość |
| --- | ------------------------------------------ | --- | ---------------------------------------------------------------------------- | ------- |
| 1.  | „Renaissance (intro)”                      | Marshall Mathers · Luis Resto | Eminem · Resto                                                               | 1:38    |
| 2.  | „Habits”                                   | Mathers · Resto · Bobby Yewah · L. Kråkm                                                                                            | White Gold · Eminem · Narza                                                  | 4:58    |
| 3.  | „Trouble (interlude)”                      | Mathers · Dwayne Abernathy Jr. · Farid Nassar                                                                                       | Dem Jointz · Fredwreck                                                       | 0:42    |
| 4.  | „Brand New Dance”                          | Mathers · Resto | Eminem · Resto                                                               | 3:27    |
| 5.  | „Evil”                                     | Mathers · Resto · Donald Cannon · Kevin Gomringer · Tim Gomringer                                                                   | Don Cannon · Cubeatz · Eminem                                                | 3:50    |
| 6.  | „All You Got (skit)”                       | Mathers · Resto | Eminem                                                                       | 0:24    |
| 7.  | „Lucifer” (gość. Sly Pyper)                | Mathers · Resto · Andre Young · Thomas Cheval · Sly Jordan · Andres Holten · Hans van Hemert                                        | Dr. Dre · Callus · Eminem                                                    | 4:22    |
| 8.  | „Antichrist” (gość. Bizarre)               | Mathers · Rufus Johnson · Resto · Shane Webb                                                                                        | Eminem · Resto · Foulmouth                                                   | 5:14    |
| 9.  | „Fuel” (gość. JID)                         | Mathers · Harrison Le Mon Bey · Thomas Forbes · Resto · Denaun Porter · Destin Route                                                | Mr. Porter · Eminem                                                          | 3:34    |
| 10. | „Road Rage” (gość. Dem Jointz i Sly Pyper) | Mathers · Resto · Young · Abernathy · Jordan · Byron Thomas · Terius Gray                                                           | Dr. Dre · Dem Jointz · Eminem                                                | 3:38    |
| 11. | „Houdini”                                  | Mathers · Jeff Bass · Anne Dudley · Steve Miller · Trevor Horn · Kevin Bell · Malcolm McLaren                                       | Eminem · Luis Resto                                                          | 3:47    |
| 12. | „Breaking News (skit)”                     | Mathers · Resto | Eminem                                                                       | 0:37    |
| 13. | „Guilty Conscience 2”                      | Mathers · Resto · Abernathy · Nassar                                                                                                | Eminem · Dem Jointz · Fredwreck                                              | 5:26    |
| 14. | „Head Honcho” (gość. Ez Mil)               | Mathers · Jameil Aossey · Ezekiel Miller · Resto                                                                                    | Eminem · Ez Mil · Aossey · Resto                                             | 3:55    |
| 15. | „Temporary” (gość. Skylar Grey)            | Mathers · Resto · Holly Hafermann                                                                                                   | Skylar Grey · Eminem                                                         | 4:58    |
| 16. | „Bad One” (gość. White Gold)               | Mathers · Yewah · Resto | Eminem · Resto                                                               | 4:30    |
| 17. | „Tobey” (gość. Big Sean i BabyTron)        | Mathers · Sean Anderson · James Johnson · Resto · Cole Bennett · John Nocito · Daniyel Weissmann · Marvin Jordan · Carlton McDowell | Marvy Ayy · John Nocito · Daniyel · Carlton McDowell · Cole Bennett · Eminem | 4:45    |
| 18. | „Guess Who’s Back (skit)”                  | Mathers | Eminem                                                                       | 1:03    |
| 19. | „Somebody Save Me” (gość. Jelly Roll)      | Mathers · Resto · Benjamin Levin · Emile Haynie · David Ray Stevens · Jason DeFord                                                  | Benny Blanco · Emile · Eminem                                                | 3:50    |
|     |                                            | |                                                                              | 1:04:38 |

### Expanded Mourner’s Edition
Wersja rozszerzona albumu w której zostały wydane dwa dodatkowe utwory, remix utworu „Fuel” oraz jeden skit.
| Nr | Tytuł utworu                                          | Tekst                                                                               | Producent                   | Długość |
| -- | ----------------------------------------------------- | ----------------------------------------------------------------------------------- | --------------------------- | ------- |
| 1. | „Steve Berman” (skit)                                 | Marshall Mathers                                                                    | Eminem                      | 0:25    |
| 2. | „Fuel (Shady Edition)” (gość. Westside Boogie i Grip) | Mathers · Route · Porter · Resto · Forbes · Le Mon Bey · Anthony Dixson · Kyle Clow | Mr. Porter · Eminem         | 4:53    |
| 3. | „Like My Shit”                                        | Mathers · Andre Powell · David Doman                                                | Eminem · D.A. Got That Dope | 3:49    |
| 4. | „Kyrie & Luka” (gość. 2 Chainz)                       | Mathers · Resto · Tauheed Epps · Louis Barrier · William Griffin                    | 2 Chainz · Eminem           | 4:13    |
|    |                                                       |                                                                                     |                             | 13:20   |

#### Sample, interpolacje i inne[84]
- Utwór „Habits” zawiera wycinek z odcinka „Safe Space” z serialu Miasteczko South Park, interpolację utworu „Kill You” Eminema oraz efekt dźwiękowy z The Hollywood Edge Sound Effects Library.
- Utwór „Lucifer” zawiera sampel z utworu „Land of Milk and Honey” autorstwa duetu Mouth and MacNeal oraz interpolację utworu „Square Dance” autorstwa Eminema.
- Utwór „Fuel” zawiera efekt dźwiękowy z The Hollywood Edge Sound Effects Library.
- Utwór „Road Rage” zawiera interpolację utworu „Ha” autorstwa Juvenile.
- Utwór „Houdini” zawiera interpolację utworu „Abracadabra” zespołu Steve Miller Band oraz interpolacje utworów „Without Me” oraz „My Name Is” Eminema.
- Utwór „Guilty Conscience 2” zawiera sampel z utworu „When I'm Gone” autorstwa Eminema.
- Utwór „Temporary” zawiera interpolację utworu „Still Don't Give a Fuck” autorstwa Eminema.
- Skit „Guess Who's Back” zawiera fragmenty utworów „Tobey”, „Houdini” oraz „Habits”.
- Utwór „Somebody Save Me” zawiera sampel z utworu „Save Me” autorstwa Jelly Roll oraz sampel z utworu „Castle” autorstwa Eminema.
- Utwór „Kyrie & Luka” zawiera sampel z utworu „Move the Crowd” autorstwa duetu Eric B. & Rakim oraz interpolację z utworu UNDASTATEMENT autorstwa 2 Chainza.
- W styczniu 2025 roku miał miejsce wyciek kilku utworów Eminema. Opublikowana została m.in. pierwotna wersja utworu „Brand New Dance” (zgodnie z wcześniejszymi informacjami, wtedy nazywanego „Christopher Reeves”) z innym zakończeniem (użycie innego syntezatora imitującego głos chorego Christophera Reeve'a) oraz innymi słowami, między innymi zawiera on fragment uderzający w Benzino a trzeciej zwrotce zamiast odniesienia do Caitlyn Jenner (której imię i nazwisko było słyszalnie wklejone/zmienione), było tam odniesienie do Brittany Murphy[85]. Ponadto wyciekła pierwotna wersja utworu „Antichrist”, która powstała w roku 2005, znaczenia różniąca się od tej na The Death of Slim Shady (Coup de Grâce). Ta wersja uderza mocno w Michaela Jacksona[86].

### Personel[87]

#### Muzyczny
- Eminem – wokal (wszystkie utwory) i produkcja
- Luis Resto – klawisze (utwory 1, 2, 4–13, 15–17)
- Sly Paper – wokal (utwór 2)
- Dem Jointz – gitara i klawisze (utwór 3)
- Steve King – gitara (utwór 4)
- Curt Chambers – bas, gitara (utwór 7)
- Ron Palmer – narrator (utwór 7)
- Bizarre – wokal (utwór 8)
- Traci Nelson – wokal wspierający (utwór 8)
- Teeba – bas (utwór 9)
- JRGotTheHits – perkusja (utwór 9)
- Cocoa Sarai – wokal wspierający (utwór 10)
- David „Preach” Balfour – klawisze (utwór 10)
- Steve Miller – wokal wspierający (utwór 11)
- Devin Scillian – narrator (utwór 12)
- Kimberly Gill – narrator (utwór 12)
- Fifteenafter – dodatkowe wokale (utwór 22)

Techniczny
- Brian „Big Bass” Gardner – mastering (wszystkie utwory)
- Mike Strange – miks (utwory 1–6, 8, 9, 12–17), inżynieria (wszystkie utwory)
- Steve King – miks (utwór 4)
- Dr. Dre – miks (utwory 7, 10, 11)
- Tony Camopana – inżyniera (wszystkie utwory)
- Dem Jointz – inżynieria (utwór 3)
- Don Cannon – inżynieria (utwór 4)
- Quentin „Q” Gikey – inżynieria (utwory 7 i 11)
- Fredwreck – inżynieria (utwory 7 i 11)
- Lola Romero – inżynieria (utwory 7 i 11)
- BabyTron – inżynieria (utwór 17)
- Milan Becker – inżynieria (utwór 17)
- Tom Kahre – inżynieria (utwór 17)
- Jeffrey „Champ” Massey – pomoc przy inżynierii (utwory 7 i 11)
- Jeremy Zumo Kolie – pomoc przy inżynierii (utwory 7 i 11)
- Vic Luevanos – pomoc przy inżynierii (utwory 7 i 11)

## Certyfikaty i sprzedaż
| Kraj                  | Certyfikat      | Sprzedaż |
| --------------------- | --------------- | -------- |
| Kanada (MC)           | platynowa płyta | 80 000+  |
| Nowa Zelandia (RMNZ)  | złota płyta     | 7 500+   |
| Polska (ZPAV)         | złota płyta     | 10 000+  |
| Wielka Brytania (BPI) | złota płyta     | 100 000+ |
| Belgia (BEA)          | złota płyta     | 10 000+  |